# Автосигнализация

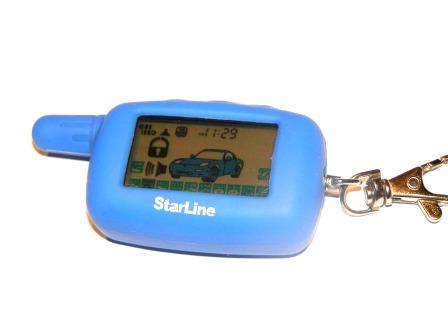
Пульт дистанционного управления автосигнализацией StarLine двусторонней связи.

А́втосигнализа́ция — охранная сигнализация автомобиля, предназначенная для его защиты от угона, кражи компонентов данного транспортного средства или вещей, находящихся в автомобиле. Автосигнализация оповещает владельца или окружающих людей с помощью звуковых и (или) световых сигналов о несанкционированном доступе к автомобилю (салону), но не препятствует угону, краже автомобильных компонентов и т. п. Автомобильные сигнализации принято разделять на типы: без обратной связи, с обратной связью, спутниковые и GSM сигнализации.

## Устройство
Состоит, как правило, из основного блока, приёмо-передатчика (антенны), брелка, датчика удара, концевого выключателя освещения салона (датчик открытия дверей), концевого выключателя моторного отсека (датчик открытия капота, багажника) сервисной кнопки и индикатора в виде светодиода. Автосигнализации бывают с обратной связью, то есть брелок-пейджер информирует о состоянии автомобиля.

## Защита от угона
Автосигнализация не даёт 100 % гарантии от угона, однако существенно снижает привлекательность у мелких угонщиков.
К моделям автосигнализаций средней и высшей ценовой категории возможно подключение GSM/GPRS модуля с возможностью управления функциями сигнализации с сотового телефона путём отправки SMS и получения на него оповещений. При наличии такого модуля дополнительной функцией может быть определение местоположение автомобиля (GPS/ГЛОНАСС): эта информация может быть доступна на брелоке, сотовом телефоне, а с авторизацией — в приложении смартфона и на сайте производителя сигнализации. Другими функциями модуля GSM могут быть звонки на предустановленные номера телефонов (по событиям, фиксируемым сигнализацией), прослушивание салона автомобиля, диагностические сообщения (при подсоединении сигнализации к автомобильной CAN), контроль перемещений автомобиля с оповещением достижения запретных зон и т. д.

## Кодграббер
Для «взламывания» (подмены кодовой радиопосылки) автосигнализаций угонщиками используются кодграбберы («code grabber», «захватчик кода»). Различают три типа подобных устройств: кодграббер для статических кодов, кодграбберы на принципе кодоподмены (для одно- и двухкнопочных брелоков) и алгоритмические (иногда их называют «мануфактурными»).
Для более ранних систем автосигнализаций, использующих статический код (см. Алгоритмы шифрования в автосигнализациях), достаточно устройства, которое перехватывает этот код и запоминает его.
Для кодграбберов, основанных на принципе кодоподмены, характерен алгоритм работы, требующий повторного нажатия владельцем кнопок брелока, используя частично одновременно радиоглушение и перехват посылки брелока. Материалы по этой тематике располагаются в открытом доступе на тематических интернет-ресурсах.
Алгоритмический кодграббер — устройство, которое распознаёт по цифровой посылке брелока тип (то есть производителя, «бренд») сигнализации и, используя так называемый «мануфактурный код», становится клоном (полным дубликатом) брелока владельца. Этот принцип применяется к автосигнализациям, использующим алгоритм KeeLoq и др. для кодирования сигнала от брелока к центральному блоку сигнализации и при радиообмене «брелок — центральный блок» (диалоговые системы).
Надо понимать, что во многом шумиха о взломах кодграббером той или иной модели вызвана недобросовестной конкуренцией импортёров сигнализаций и российских подсборщиков-«производителей».

### Диалоговый код
Диалоговый код — специальный способ кодозащищённости автосигнализаций, изобретённый компанией Magic Systems. Использует для идентификации брелока широко известную в криптографии технологию аутентификации через незащищённый канал.
Получив сигнал, система убеждается, что он послан со «своего» брелка, причём это происходит не однократно, а в диалоге. В ответ на первый сигнал система посылает на брелок запрос в виде псевдослучайного числа, который обрабатывается брелком по специальному алгоритму и отсылается обратно. Сигнализация обрабатывает свою посылку по тому же алгоритму, сравнивая полученный ответ со своими данными. Если они совпадают, команда выполняется, а на брелок отправляется подтверждение.
Диалоговым кодом обеспечивается дополнительная защита от электронного взлома.

## Прочие функции
Также сигнализации часто оснащаются функцией автозапуска двигателя, который может производиться:
- вручную (дистанционный запуск);
- через заданные промежутки времени (периодический запуск);
- по достижении установленного времени (будильник);
- по достижении заданной пользователем (или меньшей) температуры.

Быть связан с автозапуском либо отдельно может:
- включаться обогрев сидений и стёкол
- выбираться «профиль водителя»: высота сидения, вынос рулевой колонки, режим мультимедийного центра

и т. д.
Кроме этого, при постановке на охрану дополнительными функциями могут быть:
- закрытие люка и дверных стёкол
- складывание зеркал
- «световая дорожка» (включение на несколько секунд света для прохода водителя к дому)

и т. д.